# Viktor Burenin
Viktor Petrovitj Burenin (ryska: Виктор Петрович Буренин), född 6 mars (gamla stilen: 22 februari) 1841 i Moskva, död 15 augusti 1926 i Leningrad, var en rysk poet, kritiker och journalist.
Burenin började sin litterära bana såsom humoristisk visförfattare under pseudonymen "Vladimir Monumentov". Efter att ha varit medarbetare i flera tidskrifter, inträdde han 1876 i redaktionen av den stora tidningen "Novoje vremja" (Nya tiden), där han varje vecka publicerade sina spirituellt skrivna, men något ytliga "kritiska studier" över samtidens litterära företeelser. Förutom flera band poem och skisser, skrev Burenin libretto till operan "Angelo", dramerna "Medea" och "Agrippinas död" samt de följetonistiska parodierna Chvost under pseudonymen "Graf Aleksis Zjasminov".